# Prácticas sexuales entre hombres

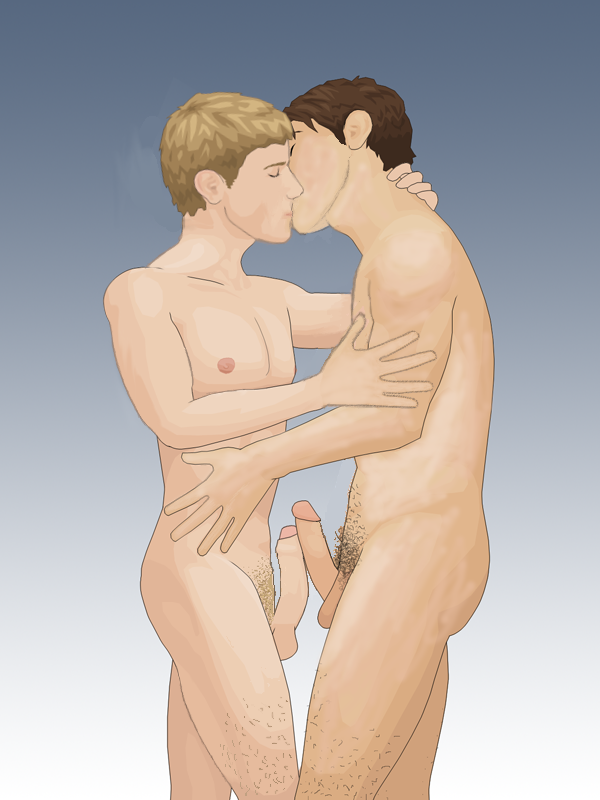
Dos hombres frotan sus penes, en una actividad sexual llamada frot.

Las prácticas sexuales entre hombres se refieren a todo acto, costumbre, convención o actividad que forme parte del desenvolvimiento sexual en las relaciones homosexuales de los «hombres que tienen sexo con hombres» (HSH). Estas prácticas sexuales son independientes de la orientación sexual, es decir también son practicadas por heterosexuales. Hay evidencia de que una cantidad significativa de las relaciones sexuales entre hombres no son reportadas en las encuestas debido a la deseabilidad social. Las prácticas sexuales pueden incluir, por ejemplo, sexo oral, masturbación mutua, sexo anal, o frotar un genital con el otro, práctica llamada frot.

## Prácticas

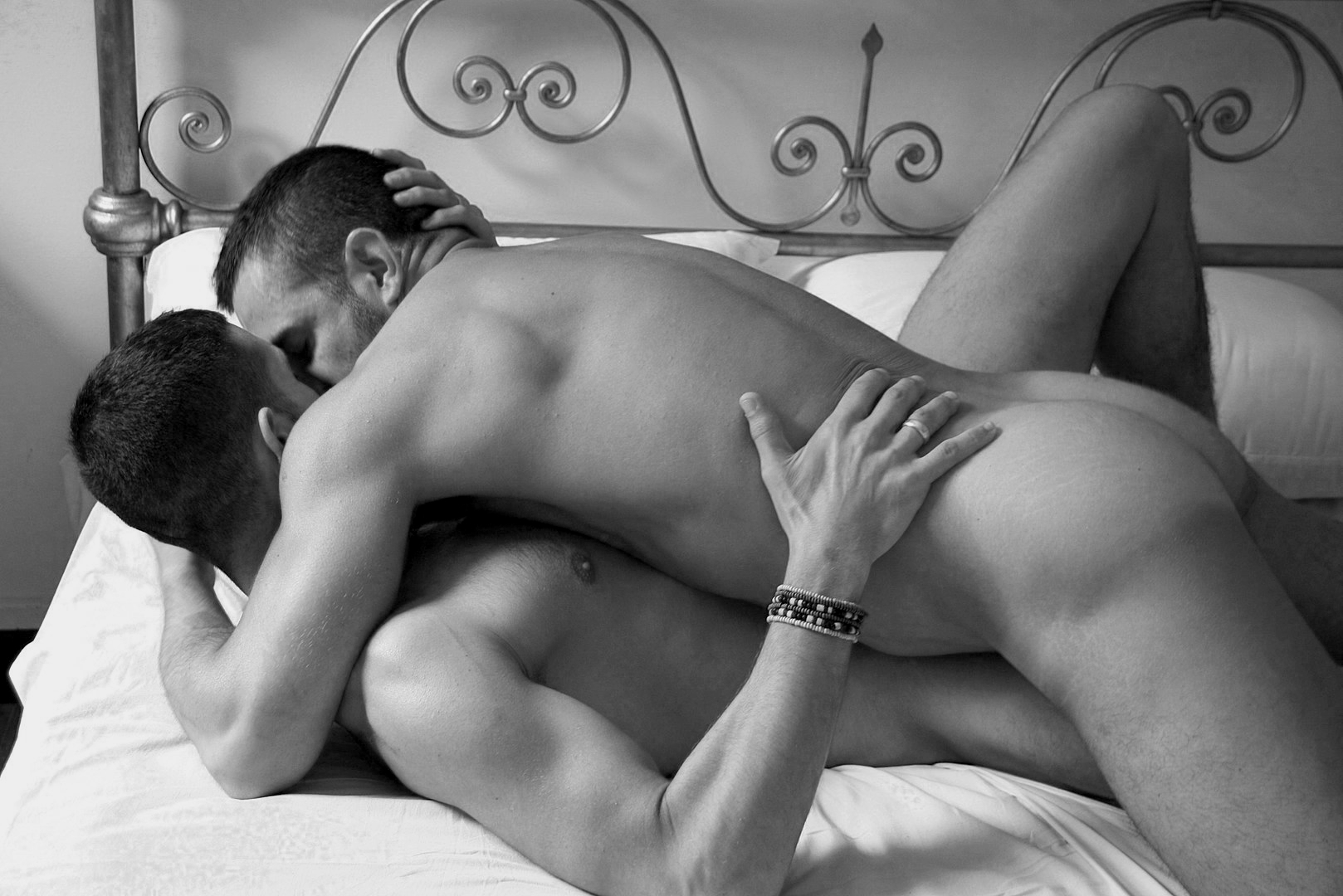
Dos hombres besándose y abrazándose íntimamente.

A pesar de los estereotipos, no existen formas de actos sexuales exclusivos del comportamiento sexual entre personas del mismo sexo que tampoco se puedan encontrar en el comportamiento entre personas del sexo opuesto, excepto aquellos que involucran el contacto de los genitales entre parejas del mismo sexo (como el frot o el docking, en el caso de los HSH).
Históricamente, el sexo anal ha sido popularmente asociado con la homosexualidad masculina. Sin embargo, muchos hombres homosexuales no practican el sexo anal y pueden realizar sexo oral o varias formas de sexo sin penetración, como frot, frottage, masturbación mutua, besos y masajes eróticos, en su lugar. Estas actividades pueden ser realizadas en varias posturas sexuales.
Los resultados del Informe Kinsey afirman que el 37% de los sujetos masculinos expuestos al estudio han tenido al menos una experiencia homosexual. 
Una encuesta realizada por The Journal of Sexual Medicine encontró resultados similares para los hombres homosexuales y bisexuales estadounidenses. Besar a la pareja en la boca (74.5%), sexo oral (72.7%) y masturbación en pareja (68.4%) fueron las tres prácticas más comunes, con el 63.2% de la muestra reportando tener de cinco a nueve distintas prácticas sexuales durante su último encuentro. De las más de 1.300 combinaciones diferentes de actos sexuales realizados, el más común, que representa el 16% de todos los encuentros, fue "abrazar a tu pareja románticamente, besar a tu pareja en la boca, masturbación mutua y frot".

### Sexo oral

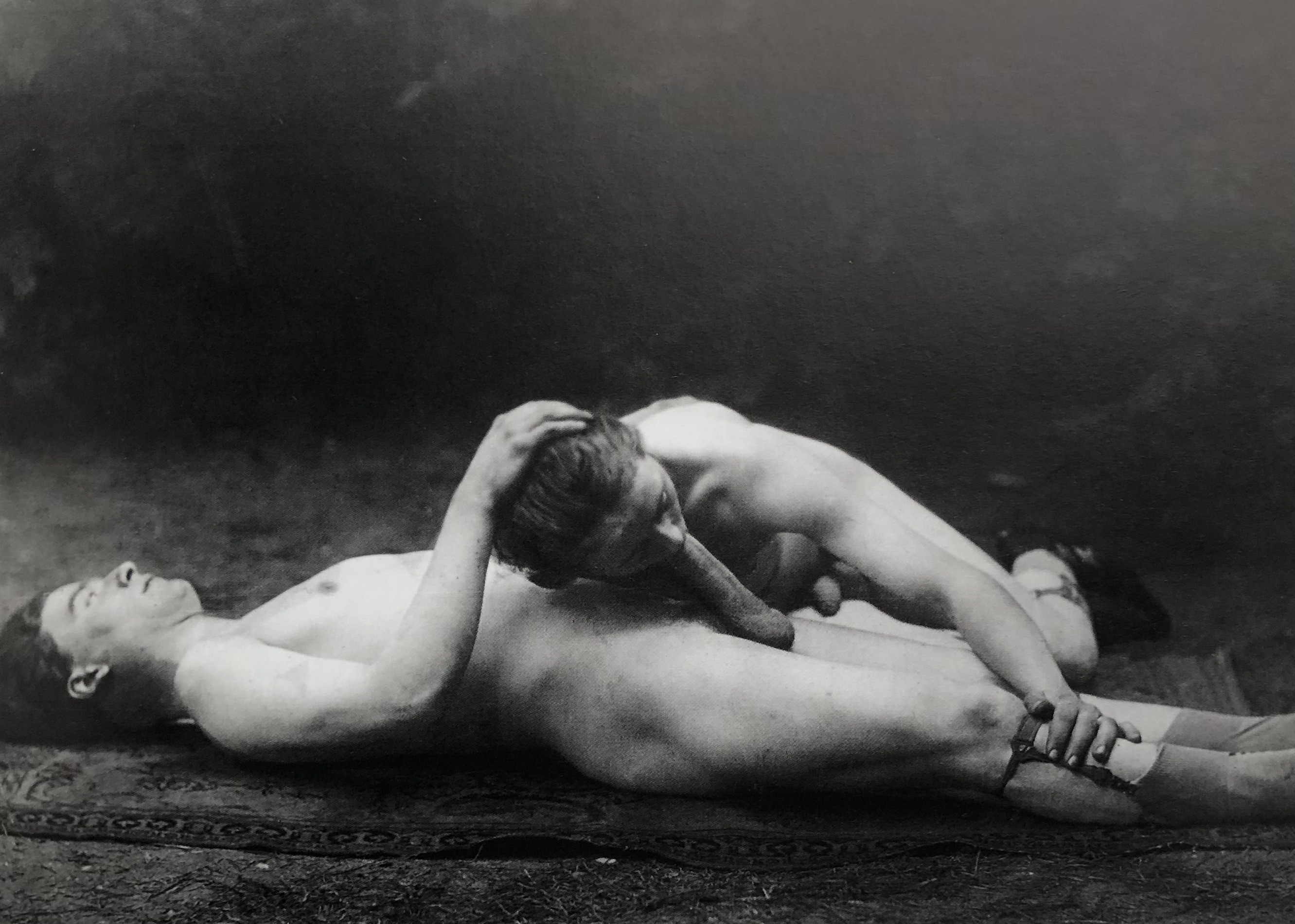
Un hombre practicándole una felación a su compañero

Los HSH pueden practicar distintas formas de sexo oral, como felación, teabagging (poner el escroto en la boca de la pareja una y otra vez como si fuera una bolsa de té en una taza) y anilingus. La postura del 69 permite estimular los genitales o el ano de ambos hombres de manera simultánea (un compañero también podría practicar un anilingus, mientras el otro le realiza una felación).
Se ha reportado que "la asociación de 'homosexual' con sexo 'anal' entre hombres es común en los profesionales de la salud", mientras que en una encuesta web de 18,000 HSH en Europa  "mostró que el sexo oral fue la práctica más común, seguida de la masturbación mutua, con el coito anal en tercer lugar".

### Masturbación mutua
Existen diversas prácticas de masturbación mutua que se pueden realizar, como la estimulación manual del pene o escroto del compañero (handjob). También es posible utilizar los dedos para estimular el ano de la pareja (fingering) o la próstata (masaje prostático).

### Frot
El frot es una forma de actividad sexual de hombre a hombre que usualmente involucra el contacto directo de pene a pene. El frot es placentero porque se estimulan mutua y simultáneamente los genitales de ambos hombres, ya que tiende a producir fricción placentera en el frenillo del pene. Una práctica similar al frot es el "docking". En esta última, la punta del pene de un hombre se introduce en el prepucio de su compañero para después frotar ambos glandes el uno contra el otro.

### Frottage
El frottage es el acto de frotar cualquier parte del cuerpo, incluyendo las nalgas, los senos, el abdomen, los muslos, los pies, las manos, las piernas y los órganos sexuales contra la pareja, ya sea desnudo o vestido, pero sin penetración. 

### Sexo anal

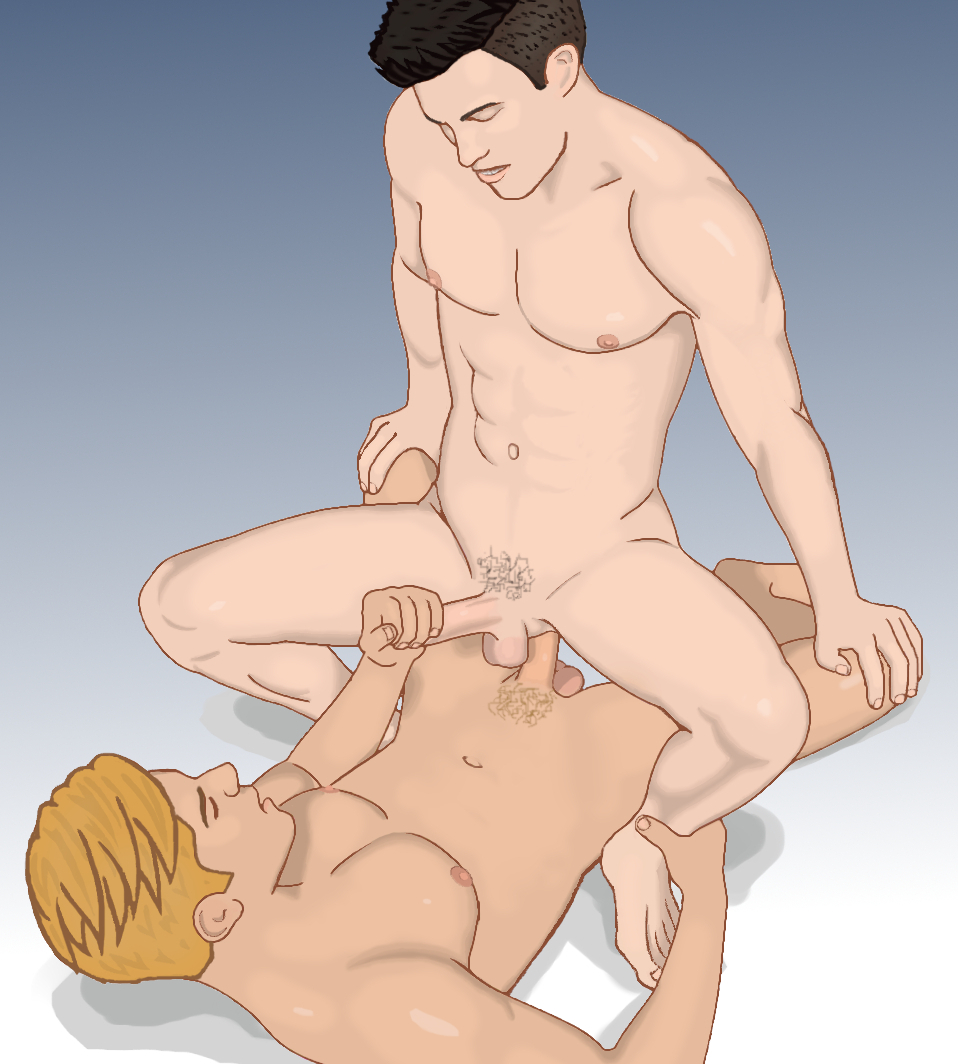
Representación de dos hombres realizando la postura del vaquero, en la que el hombre activo (tumbado en el suelo) penetra al pasivo (de rodillas sobre el activo).

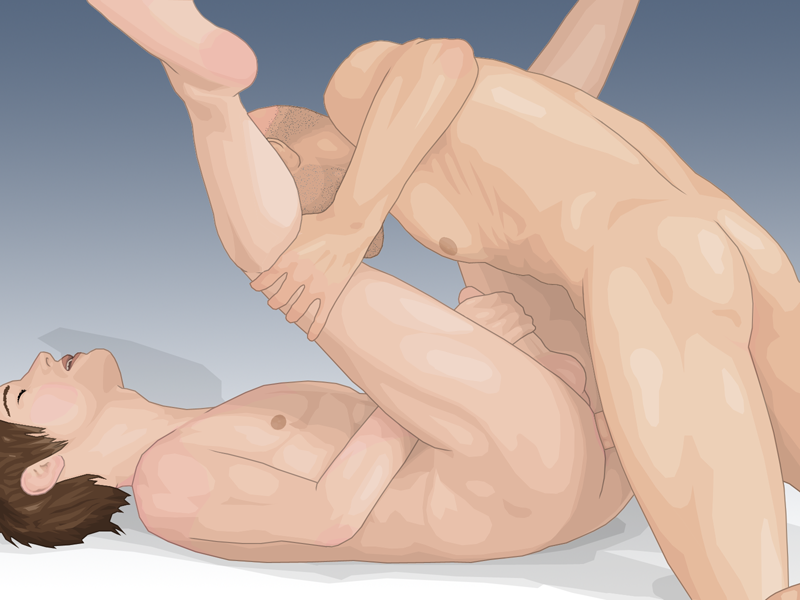
El hombre pasivo (izquierda) siendo penetrado por el activo (derecha).

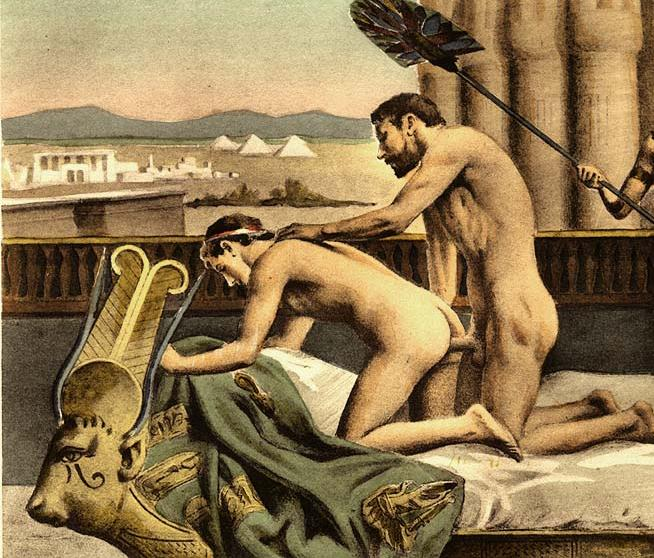
Representación del sexo anal entre Adriano y Antínoo, de Paul Avril.

Entre hombres que tienen sexo anal con otros hombres, al que realiza la penetración se le llama activo, al que es penetrado se le llama pasivo, y a aquellos que disfrutan cualquiera de los dos roles se les llama versátiles. Es común el uso de lubricante íntimo para facilitar la penetración, ya que los tejidos del ano y el recto no proveen lubricación como lo hace la vagina. También se puede realizar el fingering solamente, o utilizarse a manera de juego sexual para dilatar el ano antes del coito.
El sexo anal puede producir placer, dolor o ambos. Ser penetrado analmente puede causar al hombre una sensación placentera debido a que el pene frota o roza la próstata a través de la pared del recto. Esto puede resultar en sensaciones placenteras y conducir al orgasmo en algunos casos. La estimulación de la próstata puede producir un orgasmo más profundo, algunas veces descrito por los hombres como más extenso e intenso, más duradero, y permitiendo más sensaciones de éxtasis que un orgasmo obtenido solamente a través de la estimulación del pene.
Un estudio de National Survey of Sexual Health and Behavior (NSSHB) indicó que los hombres que reportaron tener un rol pasivo durante el sexo anal en su último encuentro tuvieron, por lo menos, la misma probabilidad de alcanzar el orgasmo que los hombres que tuvieron un rol activo. Un estudio de personas solteras en Estados Unidos indicó que la tasa de orgasmos es similar entre hombres de todas las orientaciones sexuales. En cuanto al dolor o incomodidad durante el sexo anal, investigaciones indican que, para el 24% a 61% de hombres gay o bisexuales, el sexo anal receptivo doloroso es una dificultad sexual frecuente.
Reportes sobre la prevalencia del sexo anal entre HSH han variado en el tiempo, con algunos porcentajes más altos que otros. Un porcentaje alto de los hombres homosexuales y bisexuales reportan tener sexo anal a lo largo de su vida. Estudios entre hombres homosexuales han indicado que los porcentajes son similares cuando se comparan hombres que prefieren penetrar a sus parejas a aquellos que prefieren ser pasivos. Algunos hombres que tienen sexo con otros hombres, sin embargo, creen que ser pasivo durante el sexo anal pone en duda su masculinidad.
Cabe mencionar que el sexo anal también es practicado entre personas heterosexuales. Algunos hombres que solo tienen sexo con mujeres (HSM) y que se identifican como heterosexuales, asumen el rol pasivo y son penetrados por sus parejas femeninas mediante fingering y/o juguetes sexuales como consoladores con arnés, esto último conocido como pegging.

#### Barebacking
El término inglés barebacking o bareback, general y tradicionalmente traducido como sexo a pelo, hace referencia a las relaciones sexuales mantenidas sin profilaxis, especialmente durante el sexo anal.  Los practicantes del bareback sienten atracción y/o excitación en practicar sexo sin preservativo o condón.
El término proviene del mundo ecuestre, puesto que barebacking significa "montar a caballo sin silla" o simplemente "montar a pelo".

### Sexo intercrural
El sexo intercrural es otra forma de sexo no penetrativo que puede ser practicado entre HSH y consiste en colocar el pene entre las piernas de la pareja (a menudo con lubricación) para causar fricción mediante el movimiento de uno o ambos participantes.

### Juguetes sexuales
Los HSH pueden usar juguetes sexuales, tales como  varios dispositivos que van desde consoladores hasta butt plugs, así como masajeadores o estimuladores fabricados especialmente para estimular la próstata.
De acuerdo a una encuesta web de aproximadamente 25,000 hombres que reportaron ser homosexuales o bisexuales, el 49.8% han usado vibradores. La mayoría de los hombres que han utilizado un vibrador reportaron emplearlo durante la masturbación (86.2%). Cuando se usaron durante las interacciones con sus parejas, los vibradores se incorporaron al juego sexual (65.9%) y al coito (59.4%).

### BDSM
Una encuesta nacional representativa llevada a cabo en Australia del 2001 al 2002 encontró que, en los 12 meses previos a la encuesta, el 4.4% de los hombres homosexuales y el 14.2% de los hombres bisexuales participaron en actividades sexuales relacionadas con BDSM, y el 19.2% de los hombres homosexuales y el 36.4% de los hombres bisexuales usaron juguetes sexuales. Una encuesta no representativa, basada en cuestionarios sobre el comportamiento sexual de los estudiantes estadounidenses, publicada en 1997 encontró que el 24% de los hombres homosexuales y bisexuales tuvieron alguna experiencia con nalgadas en la práctica sexual. Entre estudiantes de medicina en Norteamérica, el 6% de los hombres homosexuales y el 17% de los hombres bisexuales indicaron haber sentido satisfacción sexual mediante dolor infligido, y el 5% de los hombres homosexuales y el 9% de los hombres bisexuales reportaron infligir dolor para este propósito.

## Otras prácticas

### Cruising
El cruising es el término inglés usado en el ambiente gay para el cancaneo, mientras que dogging es el anglicismo para referirse a esta práctica cuando los participantes son heterosexuales.
El cruising, más que una práctica exhibicionista, es un fenómeno más relacionado con encontrar un compañero sexual de forma anónima, discreta y sin ataduras, en lugares públicos pero lejos de las miradas extrañas. Además es un fenómeno más antiguo, existen registros históricos de que esta práctica ya se realizaba en la antigua Roma. Los baños públicos son mencionados como lugares para encontrar compañeros sexuales. Juvenal señala que allí los hombres se rascaban la cabeza con un dedo para identificarse ante los demás. También se cita que había hombres que buscaban marineros en las proximidades del distrito cercano al Tíber.

### Uso de apps para encuentros sexuales
Existen aplicaciones/redes sociales dirigidas a hombres homosexuales y bisexuales con fines románticos, de amistad o para encuentros sexuales. Entre ellas se encuentran:
- Grindr
- Scruff
- Hornet[35]

### Gay- for-pay
El término gay-for-pay o "mayate" (gay por paga) describe a actores y actrices, estrellas pornográficas, o trabajadores sexuales que se identifican como heterosexuales pero reciben dinero por actuar como homosexuales profesionalmente o tener relaciones homosexuales. El término también se ha aplicado a otras profesiones e incluso compañías intentando apelar a la población gay. A quienes realizan esta última práctica también se les conoce como cashsexuales.

### Chemsex
El chemsex también llamado party and play (PnP) es el consumo de drogas para facilitar o intensificar la actividad sexual. Sociológicamente, se refiere a una subcultura de usuarios de drogas recreativas que participan en actividades sexuales de alto riesgo bajo la influencia de drogas dentro de los subgrupos. El término PnP es comúnmente usado por hombres homosexuales y otros hombres que tienen sexo con hombres (HSH) en Norteamérica y Australia, mientras que el término chemsex está más asociado con la escena gay en Europa. La droga más típicamente usada para esta práctica es la metanfetamina, conocida también como crystal meth, tina o T, pero también se consumen otras drogas, como mefedrona, GHB, GBL, y nitritos de alquilo (conocidos como poppers).

## Salud y riesgos
Al igual que otras conductas sexuales, estas actividades pueden llevar asociados diversos riesgos para la salud, que van desde bajos a altos, dependiendo de la práctica, la manera y el contexto en que se realizan.
La institución estadounidense Centros para el Control y Prevención de Enfermedades (CCPEEU) afirma que:

El estigma, la homofobia y la discriminación afectan la salud y el bienestar de los hombres homosexuales y bisexuales, y pueden evitar que busquen y reciban servicios de salud de alta calidad, incluidas las pruebas de VIH, el tratamiento y otros servicios de prevención. Estos problemas colocan a los hombres homosexuales y bisexuales en mayor riesgo de contraer el VIH.

Un estudio de 2009 encontró que los jóvenes homosexuales, bisexuales y lesbianas que sufrieron un fuerte rechazo por parte de sus padres tenían una probabilidad 3.4 veces mayor de usar drogas ilegales, y una probabilidad 3.4 veces mayor de tener sexo sin protección en comparación con sus pares que tenían familias que los apoyaban.

### Riesgos infectocontagiosos
Varias infecciones de transmisión sexual (ITS) pueden resultar de las actividades sexuales. Un estudio de 2007 reportó que dos encuestas de una población grande encontraron que "la mayoría de los hombres homosexuales tienen cantidades similares de parejas sexuales sin protección anualmente que los hombres y mujeres heterosexuales."
El VIH/sida (Síndrome De Inmunodeficiencia Adquirida) es una enfermedad del sistema inmune humano causado por el Virus de la inmunodeficiencia humana. A nivel mundial, un estimado 5-10% de las infecciones de VIH son el resultado de hombres teniendo sexo con hombres. Sin embargo, en la mayoría de Occidente, más infecciones de VIH son transmitidas por hombres teniendo sexo con otros hombres que por cualquier otra ruta de transmisión. En Estados Unidos, hombres homosexuales y bisexuales fueron los que tuvieron 70% de las 38,739 nuevas diagnosis de VIH en 2017. De las 5,164 personas diagnosticadas con VIH en Reino Unido en 2016, 54% fueron hombres homosexuales o bisexuales. Esta estadística está disminuyendo en Londres, reporta Public Health England en 2017.
La sífilis es transmitida de persona a persona por contacto directo con un chancro; principalmente en los genitales externos, la vagina o el ano. En 2006, 64% de los casos reportados en los Estados Unidos fueron entre hombres que tienen sexo con otros hombres. Un incremento en la incidencia de sífilis entre HSH se ha visto en otras naciones desarrolladas. Contraer sífilis incrementa las tasas de contagio de VIH y viceversa, y de acuerdo a una encuesta en Estados Unidos se ha encontrado que la mitad de HSH con sífilis también tiene VIH. Algunos estudios utilizando muestras de conveniencia concluyeron que tal aumento puede ser atribuido al incremento de las tasas de sexo sin condón entre HSH, aunque al menos un estudio usando muestras representativas a nivel nacional ha encontrado que las tasas de uso de condón entre HSH han incrementado, no decrecido, en la última década, y ha habido un fuerte descenso en la frecuencia del sexo anal en el último encuentro de HSH activos.
De acuerdo a una encuesta de Estados Unidos, el VIH, la sífilis y las verrugas anales son más comunes entre hombres que recientemente tuvieron sexo con otros hombres (HSH) que entre hombres que recientemente tuvieron sexo solo con mujeres (HSM). Por otra parte, el herpes genital es menos común entre HSH que entre HSM.  No hubo diferencias significativas entre los dos grupos respecto a la incidencia de clamidia, virus del papiloma humano, gonorrea, y piojos.
Según CCPEEU, los hombres que tienen sexo con otros hombres tienen una probabilidad más alta de contraer hepatitis viral y, aproximadamente, 10% de las nuevas infecciones de hepatitis A y 20% de todas las nuevas infecciones de hepatitis B en los Estados Unidos son entre hombres homosexuales y bisexuales.
El chemsex conlleva una mayor probabilidad de adquirir enfermedades de transmisión sexual y ha sido descrito como una prioridad para la salud pública.

### Riesgos mecánicos
Los riesgos para la salud mecánicos de las prácticas sexuales son poco frecuentes, y están principalmente relacionados con el coito anal.
El sexo anal puede exacerbar las hemorroides. Si ocurre sangrado, también puede deberse a una fisura anal, o perforación en el colon, esta última siendo una condición seria que requiere de atención médica inmediata. Estos riesgos son más altos cuando se realizan prácticas como el fisting. 
Si el ano de quien será penetrado no está lo suficientemente dilatado, también se aumenta el riesgo para quien penetra de sufrir una lesión en el pene, especialmente durante las posturas sexuales en las que el participante pasivo se encuentra sobre el activo.

### Prevención

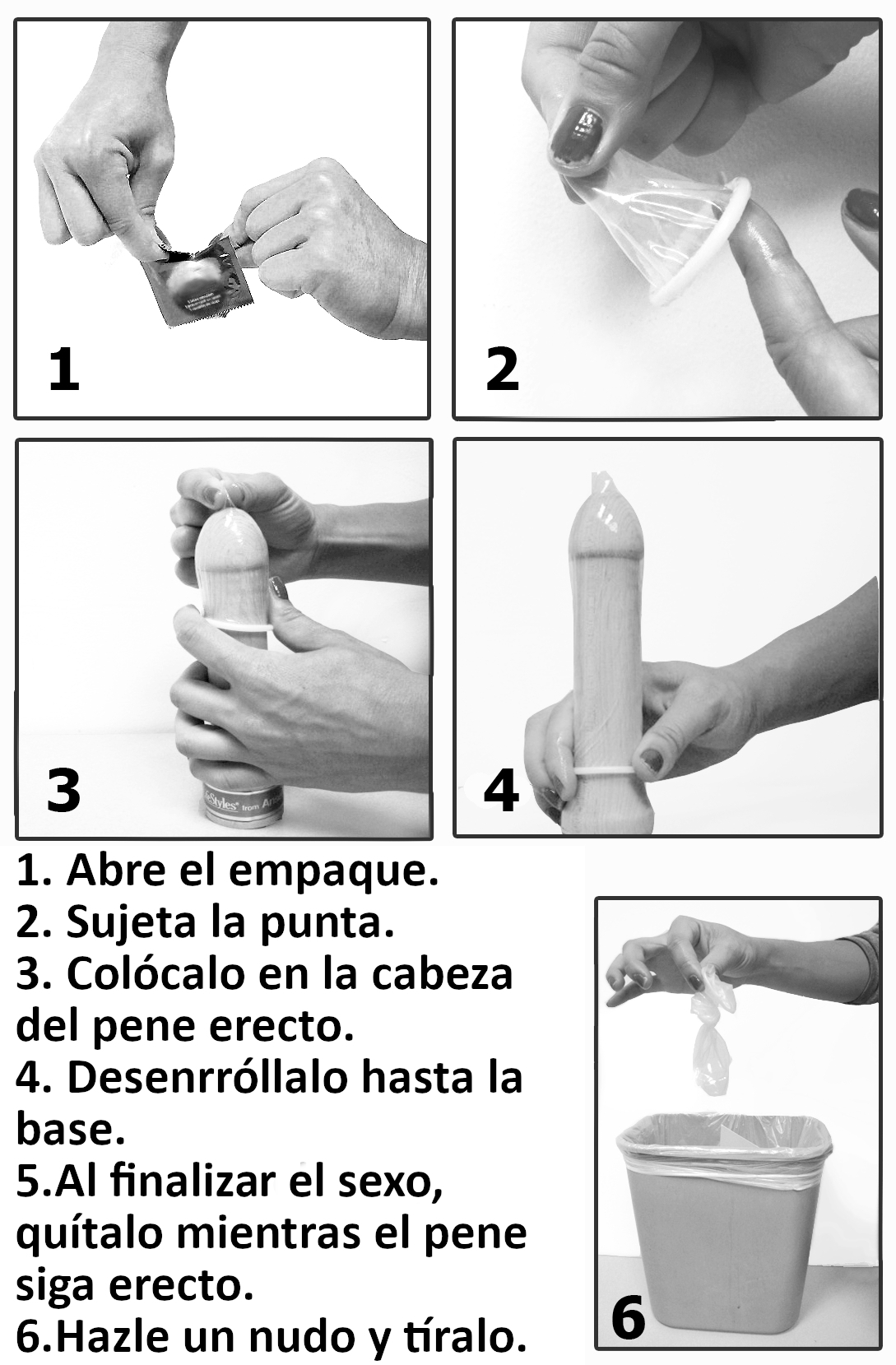
El preservativo protege contra varias ITS.

El coito anal sin protección no es recomendable para quienes realizan sexo ocasional debido a que es una práctica con alto riesgo de contraer alguna infección de transmisión sexual. Es preferible el uso de preservativo, así como las demás prácticas de sexo seguro y de bajo riesgo.
La dilatación anal, previa a la introducción del pene, mediante el uso de los dedos o de juguetes sexuales pequeños, así como el uso de lubricantes, facilitan la penetración, disminuyendo el riesgo de desgarres anales, rotura o deslizamiento del preservativo y, consecuentemente, el riesgo de contraer alguna ITS. Es recomendable elegir lubricantes a base de agua cuando se utiliza condón, ya que los lubricantes a base de aceite pueden dañarlo, reduciendo su efectividad.

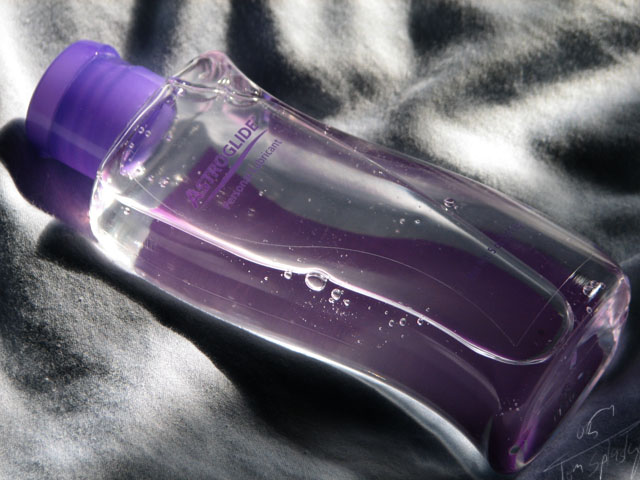
Una botella de lubricante personal.

Además del condón, existe la profilaxis preexposición para el VIH (PrEP) que, mediante el uso de fármacos antirretrovirales, ayuda a prevenir las infecciones por este virus. También se cuenta con el esquema de profilaxis post-exposición para el VIH (PEP) para evitar la transmisión del VIH luego de una posible exposición.
Existen análisis para detectar estas infecciones en las personas que las padecen, así como vacunas para prevenir las infecciones del virus del papiloma humano (VPH), hepatitis A y hepatitis B. No existe una vacuna para prevenir la hepatitis C.